# Lettmecke
Lettmecke ist ein Ortsteil der Stadt Plettenberg im Märkischen Kreis in Nordrhein-Westfalen. Der Ort, der von der Oester durchflossen wird, in den dort die Nuttmecke mündet und in diese wiederum die Lettmecke, liegt südlich des Stadtkerns an den Landesstraßen L 696 und L 697.
Die Heinrich-Bernhard-Höhle in Lettmecke, benannt nach ihren Entdeckern Heinrich Decker und Bernhard Klein aus Plettenberg-Oesterau, wurde am 2. Oktober 2000 in die Liste der Bodendenkmäler in Plettenberg eingetragen.
An den öffentlichen Personennahverkehr ist der Ortsteil Lettmecke durch die Märkische Verkehrsgesellschaft mit den Liniennummern 70 und 270 angebunden.
Zu Zeiten der Plettenberger Straßenbahn gab es in Lettmecke einen Bahnhaltepunkt.